# La lunga notte del '43
La lunga notte del '43 är en italiensk-fransk dramafilm från 1960 i regi av Florestano Vancini.
Filmen är baserad på Giorgio Bassanis novell Una notte del '43.

## Rollista i urval
- Enrico Maria Salerno - Pino Barilari
- Belinda Lee - Anna Barilari
- Gabriele Ferzetti - Franco Villani
- Raffaella Carrà - Ines Villani
- Gino Cervi - Carlo Aretusi, "Sciagura"
- Andrea Checchi - farmaceuten
- Nerio Bernardi - Attilio Villani